# FC Erzgebirge Aue (Frauenfußball)
Der FC Erzgebirge Aue (offiziell: Fußballclub Erzgebirge Aue e. V.) ist ein Fußballverein aus Aue-Bad Schlema in Sachsen. Zur Saison 1990/91 gründete der damals noch unter dem Namen FC Wismut Aue gelistete Verein eine Frauenabteilung, zu der die Frauenfußballmannschaft der BSG Rotation Schlema geschlossen wechselte. In der Saison 1991/92 war der Verein in der 1. Bundesliga vertreten, zwischen 2004 und 2007 spielte man als FC Erzgebirge Aue in der 2. Bundesliga. Seit dem Abstieg aus der 2. Bundesliga ist die Mannschaft in der Regionalliga Nordost vertreten. Zur Saison 2016/17 ersetzt Alexander Zamzow Juliane Zimmermann, die nun nur noch als Spielerin agiert, als Trainer der Mannschaft. Die Heimspiele werden im Rudolf-Harbig-Stadion in Aue-Bad Schlema ausgetragen.

## Geschichte

### BSG Rotation Schlema
Im Jahr 1974 gründete die BSG Rotation Schlema eine Frauenfußballmannschaft. Diese qualifizierte sich erstmals 1984 für die Bestenermittlung, bei der der inoffizielle DDR-Meister im Frauenfußball ermittelt wurde. Bei der ersten Teilnahme erreichte man hinter der BSG Motor Halle und der BSG Turbine Potsdam den dritten Platz.
Im Jahr 1987 erreichte man zum ersten Mal das Finale der Bestenermittlung und traf in Kamenz auf die BSG Wismut Karl-Marx-Stadt. Mit einem 4:1-Sieg sicherte man sich die Meisterschaft. Neben der Bestenermittlung wurde auch erstmals der Pokal des demokratischen Frauenbundes ausgetragen. Auch in diesem Wettbewerb setzte sich die BSG Rotation Schlema durch.
Im Jahr 1988 wurde der Modus der Bestenermittlung verändert. Die Mannschaft erreichte erneut das Finale und traf diesmal auf die BSG Turbine Potsdam. Im Gegensatz zum Vorjahr bestand das Finale aus Hin- und Rückspiel. Das Hinspiel in Aue gewann man mit 3:0, das Rückspiel in Babelsberg verlor man zwar mit 1:3, setzte sich aber im Gesamtergebnis mit 4:3 durch. Damit hatte man den Meistertitel verteidigt.
Im Finale der Bestenermittlung 1989 kam es zur Neuauflage des letztjährigen Finals. Das Spiel in Aue entschieden die Spielerinnen aus Schlema mit 3:2 für sich, aber wie im vorigen Jahr mussten sie sich in Babelsberg mit 1:3 geschlagen geben. Damit gingen sie in der Endabrechnung mit 4:5 als Verlierer vom Platz. Im Gegensatz dazu gewannen sie aber zum zweiten Mal in drei Jahren den DDR-Pokal und sind damit Rekordsieger dieses Wettbewerbes.
Ende der 1980er und zu Beginn der 1990er Jahre machte Aue internationale Schlagzeilen, als mit Kerstin und Elke Guderian, Dorit Scheibe-Wieden und Heike Scheibe sowie Kathrin Hecker und Heike Hecker-Pöschmann gleichzeitig drei Zwillingspärchen in der ersten Mannschaft des Vereins aktiv waren.

### FC Wismut Aue
Zur Saison 1990/91 wechselte die Mannschaft geschlossen zum FC Wismut Aue und spielte in dieser Saison in der Oberliga, die von dem Deutschen Fußball-Verband organisiert wurde. Hinter dem USV Jena beendete die Auer Mannschaft die Saison auf den zweiten Platz und qualifizierte sich dadurch für die Bundesligasaison 1991/92. Im Jahr 1991 erreichte die Mannschaft vom Wismut Aue im letztmals ausgetragenen DDR-Pokal das Finale, das sie für sich entschieden.
In der damals noch zweigleisigen 1. Bundesliga gehörte der FC Wismut Aue zur Gruppe Süd und gewann in der Saison nur drei Spiele, alle im eigenen Stadion. Den höchsten Sieg erzielten sie beim 2:0 gegen den TSV Ludwigsburg. Die 1:4-Niederlagen gegen den FSV Frankfurt im Auswärtsspiel und gegen den VfR 09 Saarbrücken im Heim- und Auswärtsspiel sind die höchsten Niederlagen. Insgesamt erreichten sie 11:29 Punkte. Trotz des sportlichen Abstieges hätte man durch die Auflösung der Frauenfußballabteilung des VfL Ulm/Neu-Ulm eine weitere Saison in der 1. Bundesliga spielen können. Aus finanziellen Gründen entschied sich der Verein aber dagegen, dadurch blieb der TSV Ludwigsburg in der 1. Bundesliga. In der ewigen Tabelle der 1. Bundesliga belegt Erzgebirge Aue den 39. Platz.
Durch die Qualifikation für die Bundesliga nahm Wismut Aue in der Saison 1991/92 an DFB-Pokal teil und setzte sich in der ersten Runde im Derby gegen Wismut Chemnitz mit 5:0 durch. In der zweiten Runde unterlagen sie dem SC Klinge Seckach mit 1:2.
Nach dem Abstieg spielte die Mannschaft in der damals noch zweitklassigen Regionalliga Nordost. Als Bundesligist der Saison 1991/92 qualifizierte man sich für den DFB-Pokal 1992/93. In der ersten Runde erhielt man ein Freilos und traf in der zweiten Runde auf den VfL Sindelfingen, den Aue mit 11:0 aus den Pokal warfen.

### FC Erzgebirge Aue
Durch den Gewinn des Sachsen-Pokals 1995 qualifizierte sich die seit 1993 unter dem Namen FC Erzgebirge Aue auflaufende Mannschaft für den DFB-Pokal 1995/96 und schieden nach einem Freilos in der ersten Runde gegen den FSV Frankfurt mit 1:11 aus den Pokal aus. In der Saison 1997/98 gewann man den Sachsen-Pokal erneut und nahm am DFB-Pokal 1998/99 teil. In der ersten Runde war nach einer 0:1-Niederlage gegen FC Hertha 03 Zehlendorf Schluss. Die Saison 1998/99 beendete der FC Erzgebirge Aue auf den zweiten Platz hinter dem Regionalligameister Hertha Zehlendorf und verteidigte den Sachsen-Pokal. Im DFB-Pokal 1999/2000 schieden sie nach einer 0:3-Niederlage gegen den WSV Wolfsburg aus.
In den Saisons 1999/00 und 2000/01 erreichte der FC Erzgebirge Aue den dritten Platz; 2001 und 2002 gewann man wieder zweimal hintereinander den Sachsen-Pokal und qualifizierte sich für den DFB-Pokal der kommenden Saison. Im DFB-Pokal 2001/02 musste die Mannschaft in die Qualifikationsrunde, in der sie Eintracht Seekirch mit 2:0 nach Verlängerung besiegten. In der ersten Runde trafen sie auf den FC Bayern München und schieden nach der 2:7-Niederlage aus. Im DFB-Pokal der folgenden Saison mussten sie nicht erneut in die Qualifikationsrunde, sondern begannen gleich in der ersten Runde gegen den FC Bayern München. Das Spiel verlor man mit 0:8 und schied aus.
In der Saison 2003/04 qualifizierte man sich für die neu eingeführte 2. Bundesliga. Zusätzlich gewann man auch in dieser Saison den Sachsen-Pokal. Im DFB-Pokal traf man auf den FSV Frankfurt, den man sich mit 0:4 geschlagen geben musste. In der ersten Saison in der 2. Bundesliga spielte man in der Gruppe Süd und heilt mit dem achten Platz die Gruppe. Mit den neunten Platz hielt man auch in der Saison 2005/06 die Klasse. In der Saison 2006/07 wurde der FC Erzgebirge Aue Zehnter und musste damit in die erstmals ausgetragene Abstiegsrelegation, in der man auf den FFV Neubrandenburg traf. Das Heimspiel endete mit 2:2, das Rückspiel in Neubrandenburg verlor man mit 0:1. Damit stieg man in die Regionalliga Nordost ab. In den drei Spielzeiten sammelte der FC Erzgebirge Aue insgesamt 60 Punkte und belegt damit in der ewigen Tabelle der 2. Bundesliga Süd den 18. Platz.
Als Bestandteil der 2. Bundesliga war der FC Erzgebirge Aue zwischen 2004 und 2007 für die DFB-Pokal-Spielzeiten der kommenden Saison qualifiziert. In der Saison 2005/06 traf man in der ersten Runde auf den SV Jungingen, den man mit 4:0 besiegte. In der 2. Runde musste man sich den TSV Crailsheim nach Verlängerung mit 2:3 geschlagen geben. In der ersten Runde des DFB-Pokals 2006/07 traf man auf den SV Dirmingen und verlor das Spiel mit 0:1. In der Saison 2007/08 traf man in der ersten Runde auf den SC Sand, der durch einen 2:0-Sieg die zweite Runde erreichte.
Seit dem Abstieg in die Regionalliga war der dritte Platz in der Saison 2013/14 das beste Ergebnis für die Auerinnen. In dieser Saison gewann man erneut den Sachsen-Pokal und war damit für den DFB-Pokal 2014/15 qualifiziert. In der ersten Runde traf man auf die TSG 1899 Hoffenheim und schied nach der 0:6-Niederlage aus den Pokal aus. In der Saison 2015/16 stehen die Frauen – wie auch die Männer – im Pokalfinale des Sachsen-Pokals. Im Gegensatz zu den Männern verloren die Frauen vom FC Erzgebirge Aue das Finale des Sachsenpokals. Im Finale unterlagen sie dem 1. FFC Fortuna Dresden mit 0:2.
Am 28. Juni 2020 gab der Verein via Facebook bekannt, dass sich die 1. Frauenmannschaft zur Saison 2020/21 aus der Regionalliga Nordost zurückzieht und künftig in der Landesliga Sachsen startet.

## Bekannte Spielerinnen

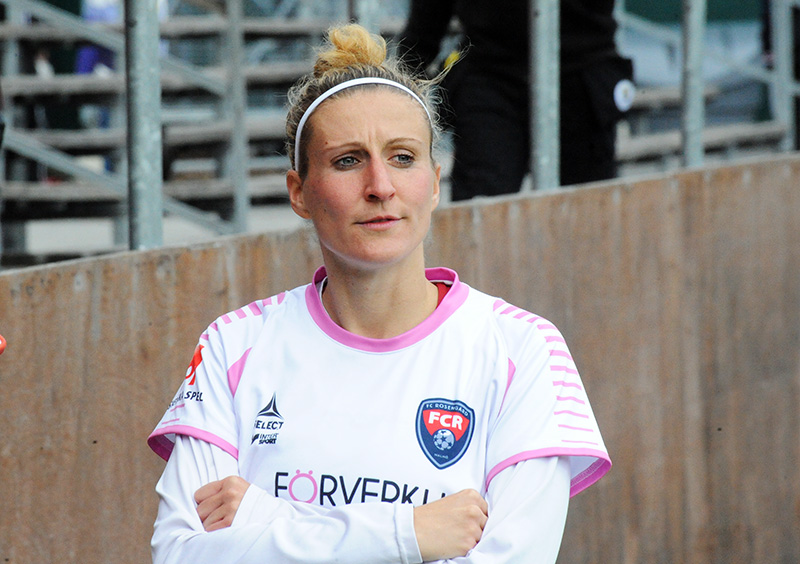
Anja Mittag: Von 2000 bis 2002 in der Jugend des FC Erzgebirge Aues aktiv

- Christiane Gotte (heute SG Jößnitz)
- Anja Mittag (deutsche Nationalspielerin)
- Anna Petrušová (slowakische Nationalspielerin)
- Birte Weiß (deutsche Nationalspielerin)
- Sophie Weidauer

## Erfolge

### BSG Rotation Schlema
- Sieger der DDR-Bestenermittlung: 1987, 1988
- DDR-Pokalsieger: 1987, 1989 (Rekordsieger)

### FC Wismut Aue
- DDR-Pokalsieger: 1991

### FC Erzgebirge Aue
- Sächsischer Pokalsieger: 1994/95, 1997/98, 1998/99, 2000/01, 2001/02, 2003/04, 2013/14
- Sächsischer Hallenmeister: 1999, 2001, 2004, 2015